# فيليب أرنولد
فيليب أرنولد (بالإنجليزية: Philip Arnold)‏ هو مصرفي أمريكي، ولد في 1829، وتوفي في 1878 بسبب ذات الرئة.